# Androsace incana
Androsace incana är en viveväxtart som beskrevs av Jean-Baptiste de Lamarck. Androsace incana ingår i släktet grusvivor, och familjen viveväxter. Inga underarter finns listade i Catalogue of Life.